# Николай Касимов
Николай Сергеевич Касимов (роден на 16 май 1946 г. в Москва, СССР) – съветски и руски географ, учен в областта на физическата география, геохимията на ландшафта и биогеохимията, академик на Руската академия на науките (РАН). Президент на Географския факултет на Московския държавен университет „М. В. Ломоносов“ (от 2015 г.), първи вицепрезидент на Руското географско дружество (от 2000 г.). Заслужил географ на Русия (от 2020 г.)..
От 1990 г. до 2015 г. е декан на Географския факултет на Московския държавен университет.

## Научна дейност
От 1987 г. е ръководител на катедрата Геохимия на ландшафтите и география на почвите в Географския факултет на Московския държавен университет „М. В. Ломоносов“. Член на Научния съвет на университета.
От 2000 г. е първи вицепрезидент на Руското географско дружество, председател на Научния съвет на дружеството, председател на комисията по географско и екологично образование на същото дружество. Председател е на Московския градски клон на Руското географско дружество.
Доктор на географските науки, професор, член-кореспондент (от 2000 г.), академик на Руската академия на науките (Отдел океанология, физика на атмосферата и география) от 2008 г. Заслужил професор на Московския държавен университет. Председател на експертната комисия на Руския съвет на ученическите олимпиади.
Научните търсения и изследвания на Н. С. Касимов са свързани с различни аспекти на геохимията на ландшафтите. Проучва и публикува научните резултати за геохимичната структура на степните и пустинните ландшафти в Евразия, както и тяхната палеогеохимия. Той обогатява и развива идеите за геохимичните бариери, като въвежда представата за двустранните радиални и латерални бариери и пръв описва детайлно двустранните алкални, изпарителни и киселинни бариери. Работи активно в областта на биогеохимията на ландшафтите. Разработва теоретичните и методическите основи на геохимията на градските ландшафти и тяхната класификация, както и геохимичните принципи на създаване на геоинформационните системи на градовете и регионите. Изучава и публикува редица трудове, свързани с геохимията на аквалните ландшафти. Работи върху основите и принципите на функциониране на мониторинга на геохимичните процеси в природните и техногенните ландшафти.
Н. С. Касимов е продължител на ландшафтно-геохимичната школа на Б. Б. Полинов, Мария Глазовска и Александър Перелман. Той нееднократно ръководи големи междудисциплинарни проекти, свързани с изследвания в областта на: търсенето на полезни изкопаеми, геохимията на околната среда на градовете, геохимичното въздействие на ракетно-космическата дейност и радиоактивни обекти в природната среда, регионални екологични последствия от глобалното затопляне, екологично картографиране на много региони и др.
Особено ценен негов принос в развитието на теорията и методиката на географията е издадената под негово ръководство седемтомната монография „География, общество, околна среда“ и двутомната монография „Съвременни глобални изменения на природната среда“. Н. С. Касимов играе важна роля в развитието на висшето географско образование на Русия, като под негово ръководство е създадена система на екологично образование в университетите на страната. Водещите курсове, които чете в Географския факултет на Московския университет, са „Геохимия на ландшафтите“ и „Геохимия на природните и техногенните ландшафти“. Бил е гост-лектор на университетите в Кембридж, Барселона, Хавана, София и др.
Акад. Касимов е главен редактор на списанието „Вестник на Московския университет“. Сер. 5, „География“, член на редакционната колегия на списанията „Известия на РАН“ Серия география“, „Известия на Руското географско дружество“ и др. Главен редактор е на московското списание „Екоград“.
От 2020 г. е председател на работната група на Руското географско дружество за съдействие на реализацията на историко-географски проекти на територията на Арктическата зона на Руската федерация.

## Награди
Лауреат на четири награди на Правителството на Руската федерация – в областта на образованието (2000, 2012), наука и техника (2004), туризъм (2014).
През 2005 г. е награден с Орден на дружбата. През 2016 г. е награден с Големия златен медал на Руското географско дружество за научни трудове.

## Трудове
Автор и съавтор е на над 500 научни публикации по геохимия на ландшафтите, проблемите на околната среда, въпросите на географското и екологичното образование. Под негово ръководство са защитени една докторска и 15 кандидатски дисертации.

### Учебници
- Гаврилова И.П., Касимов Н.С. Практикум по геохимии ландшафта. – М.: Географический факультет МГУ, 1989.
- Перельман А.И., Касимов Н.С. Геохимия ландшафтов. – М.: «Астерия-2000», 2000. – 610 с.
- Башкин В. Н., Касимов Н. С. Биогеохимия. – М.: «Научный мир», 2004. – 648 с.
- Касимов Н.С. Экогеохимия ландшафтов. – М.: ИП Филимонов М.В., 2013. – 208 с.

### Монографии
- Касимов Н.С. Геохимия ландшафтов зон разломов (на примере Казахстана). – М.: Издательство МГУ, 1980. – 120 с.
- Касимов Н.С. Геохимия степных и пустынных ландшафтов. – М.: Издательство МГУ, 1988. – 254 с.
- Дьяконов К.Н., Касимов Н.С., Тикунов В.С. Современные методы географических исследований. – М.: «Просвещение», 1996. – 207 с.
- Касимов Н.С., Гаврилова И.П., Герасимова М.И., Богданова М.Д. Ландшафтно-геохимическая карта России, масштаб 1:7 500 000 – М.: «Феория», 2013.
- Касимов Н.С., Власов Д.В., Кошелева Н.Е., Никифорова Е.М. Геохимия ландшафтов Восточной Москвы – М.: «АПР», 2016. – 276 с.

Редактор:
- География, общество, окружающая среда, в 7 томах. – М.: «Городец», 2004.
- Современные глобальные изменения природной среды, в 4 томах. – М.: «Научный мир», 2006– 2012.
- Геохимия ландшафтов. К 100-летию со дня рождения Александра Ильича Перельмана. – М.: «АПР», 2017. – 544 с.
- Регионы и города России: интегральная оценка экологического состояния – М.: ИП Филимонов М.В., 2014. – 560 с.
- Национальный атлас Арктики – М.: «Роскартография», 2017. – 496 с.
- Экологический атлас России – М.: «Феория», 2017. – 510 с.
- Эколого-географический атлас-монография Селенга-Байкал – М.: Географический факультет МГУ, 2019. – 288 с.